# خوانيتو (لاعب كرة قدم)
خوانيتو (بالإسبانية: Juan Benítez Ramos)‏ هو لاعب كرة قدم إسباني في مركز الوسط، ولد في 10 مارس 1990 في شريش في إسبانيا. لعب مع نادي خيريث.

## وصلات خارجية
- خوانيتو (لاعب كرة قدم) على موقع قاعدة بيانات كرة القدم.إي يو (الإنجليزية)
- خوانيتو (لاعب كرة قدم) على موقع Soccerway.com (الإنجليزية)